# Erysimum babataghi
Erysimum babataghi är en korsblommig växtart som beskrevs av Sergei Ivanovitsch Korshinsky. Erysimum babataghi ingår i släktet kårlar, och familjen korsblommiga växter. Inga underarter finns listade i Catalogue of Life.